# 20151 Уцуномія
20151 Уцуномія (20151 Utsunomiya) — астероїд головного поясу, відкритий 5 жовтня 1996 року.
Тіссеранів параметр щодо Юпітера — 3,512.
Названо на честь астронома-аматора Уцуномії Сього (яп. うつのみや しょうご (宇都宮章吾), кириліз.: уцуномія сьо:го).